# Taeniophyllum glandulosum
Taeniophyllum glandulosum är en orkidéart som beskrevs av Carl Ludwig von Blume. Taeniophyllum glandulosum ingår i släktet Taeniophyllum och familjen orkidéer. Inga underarter finns listade i Catalogue of Life.